# Werner Glaß
Werner Glaß (* 18. Februar 1950) ist ein ehemaliger deutscher Fußballspieler. Der Abwehrspieler hat in der Saison 1969/70 beim 1. FC Kaiserslautern in der Fußball-Bundesliga ein Ligaspiel absolviert.

## Karriere
Werner Glaß gehörte seit 1964 der Jugend des 1. FC Kaiserslautern an. Sein Pflichtspieldebüt für die FCK-Profis gab er am 5. April 1969 im DFB-Pokal (3:0 gegen den SV Werder Bremen), als er in der 73. Spielminute für Jürgen Friedrich eingewechselt wurde. Am 23. August 1969 kam er zu seinem Bundesligadebüt, als er von Trainer Gyula Lóránt im Spiel gegen Rot-Weiß Oberhausen (0:0) in der 84. Minute für Fritz Fuchs eingewechselt wurde. Dieses Spiel blieb sein einziges Bundesligaspiel. Mit den FCK-Amateuren gewann der Verteidiger in der Saison 1969/70 die Vizemeisterschaft in der 1. Amateurliga Südwest und nahm deshalb im Mai/Juni 1970 am Wettbewerb um die deutsche Amateurmeisterschaft teil. Das Heimspiel gegen den 1. FC Lichtenfels endete 1:1, das Rückspiel wurde mit 1:2 nach Verlängerung verloren. Am 27. März 1970 hatte er auch die Farben der Südwest-Verbandsauswahl im Wettbewerb um den Länderpokal gegen Bremen (1:0 n. V.) vertreten.
Glaß schloss sich zur Saison 1970/71 dem VfR Kaiserslautern an und erreichte mit dem Team vom Erbsenberg wiederum die Vizemeisterschaft in der Amateurliga Südwest. In den Spielen um die deutsche Amateurmeisterschaft scheiterte er mit seiner Mannschaft im Mai/Juni 1971 gegen die SF 05 Saarbrücken (1:1, 0:3). In beiden Spielen war er als rechter Außenverteidiger aufgelaufen. Auch in dieser Saison hatte er mit der Südwestauswahl am Länderpokal teilgenommen. In der ersten Runde setzte sich Südwest gegen Nordbaden (1:1, 2:0) durch und scheiterte dann im Halbfinale mit dem Abwehrspieler Glaß im Juni 1971 gegen den Niederrhein. Ab der Saison 1971/72 lief der Abwehrspieler für Eintracht Bad Kreuznach auf.
Er gewann auf Anhieb die Meisterschaft im Südwesten, scheiterte aber mit seinen Mannschaftskameraden in der Aufstiegsrunde zur Regionalliga. In seiner zweiten Saison, 1972/73, wurde er wieder Meister und setzte sich dann auch in der Aufstiegsrunde gegen die Konkurrenten FC Ensdorf und die SpVgg Andernach durch und stieg in die zweitklassige Fußball-Regionalliga Südwest auf. Im letzten Jahr der zweitklassigen Regionalliga debütierte Glaß mit Kreuznach am 11. August 1973 bei einer 0:2-Heimniederlage gegen den ASV Landau in der Zweitklassigkeit. Am Rundenende belegte der Aufsteiger mit 33:27 Punkten den 7. Rang und Glaß hatte an der Seite von Mitspielern wie Karl Alber, Anton Burghardt, Heinrich Hufsky, Horst Kirsch, Max Reichenberger, Reinhold Scherpp, Karl-Heinz Volp, Erich Volz, Manfred Waack, Jürgen Wilhelm und Peter Zacher unter Trainer Gerd Menne 27 Ligaspiele bestritten und zwei Tore erzielt. Da ab 1974/75 die 2. Fußball-Bundesliga an den Start ging, Kreuznach aber lediglich ein Jahr Regionalliga vorweisen konnte, musste Glaß mit seinem Verein ab diesem Jahr wieder im Amateurbereich im Südwesten antreten. Mit dem Meisterschaftsgewinn und dem Erfolg in der Aufstiegsrunde gegen Eintracht Trier und den ASC Dudweiler stiegen Glaß und Kollegen zur Saison 1975/76 in die 2. Bundesliga auf.
Mit einem 2:2-Heimremis gegen den SSV Jahn Regensburg debütierte Kreuznach mit Verteidiger Glaß am 9. August 1975 in der 2. Bundesliga. Er kam dort in 13 Spielen zum Einsatz; am Ende der Saison stieg Bad Kreuznach aber als 19. mit 23:53 Punkten mit dem SSV Reutlingen, FC Schweinfurt 05 und dem freiwillig die Lizenz zurückgebenden Mainz 05, in das Amateurlager ab. Mindestens bis 1978 war Glaß bei Bad Kreuznach noch aktiv. Er war noch am 5. August 1978 in der 1. Hauptrunde um den DFB-Pokal beim Auswärtsspiel gegen den Karlsruher SC (1:3) im Wildparkstadion aktiv.

### Statistik
| Liga          | Spiele (Tore) |
| ------------- | ------------- |
| Bundesliga    | 01 (0)        |
| 2. Bundesliga | 13 (0)        |
| Wettbewerb    |               |
| DFB-Pokal     | 05 (0)        |